# 와디 알 아키크
와디 알 아키크(Wadi al Aqiq, 갈색 보석의 계곡) 은 오사마 빈 라덴이 수단에 있었던 기간 동안 시작한 지주 회사이다.
관타나모에 억류된 아부 수피안 이브라힘 아흐메드 하무다 빈 쿠무가 두 번째 연례 행정 심사 위원회 청문회에서 직면한 혐의 중 하나는 그가 와디 알 아키크의 운전사로 일했다는 것이었다.